# يو إف سي 123
يو إف سي 123: رامبيج ضد ماتشيدا (بالإنجليزية: UFC 123: Rampage vs. Machida)‏ هو حدث لفنون القتال المختلطة نظمته يو إف سي، أُقيم في 20 نوفمبر 2010، على قصر أوبورن هيلز في أوبورن هيلز، ميشيغان، الولايات المتحدة.